# 대한민국 형법 제232조의2
대한민국 형법 제232조의2는 허위진단서등의 작성에 대한 형법각칙의 조문이다. 다른 문서에 관한 죄와 달리 외국인이 한국 밖에서 범한 범죄를 처벌하지 않는다.

## 조문
제233조(허위진단서등의 작성) 의사, 한의사, 치과의사 또는 조산사가 진단서, 검안서 또는 생사에 관한 증명서를 허위로 작성한 때에는 3년 이하의 징역이나 금고, 7년 이하의 자격정지 또는 3천만원 이하의 벌금에 처한다.[전문개정 1995.12.29.]

第232條의2(私電磁記錄僞作·變作) 事務處理를 그르치게 할 目的으로 權利·義務 또는 사실증명에 관한 他人의 電磁記錄등 特殊媒體記錄을 僞作 또는 變作한 者는 5年 이하의 懲役 또는 1千萬원 이하의 罰金에 處한다.
[本條新設 1995.12.29.]

## 판례
- 전자복사기 등을 사용하여 복사한 문서의 사본도 문서원본과 동일한 의미를 가지는 문서로서 이를 다시 복사한 문서의 재사본도 문서위조죄 및 동 행사죄의 객체인 문서에 해당한다 할 것이고, 진정한 문서의 사본을 전자복사기를 이용하여 복사하면서 일부 조작을 가하여 그 사본 내용과 전혀 다르게 만드는 행위는 공공의 신용을 해할 우려가 있는 별개의 문서사본을 창출하는 행위로서 문서위조행위에 해당한다[2]
- 법인이 컴퓨터 등 정보처리장치를 이용하여 전자적 방식에 의한 정보의 생성·처리·저장·출력을 목적으로 전산망 시스템을 구축하여 설치·운영하는 경우 위 시스템을 설치·운영하는 주체는 법인이고, 법인의 임직원은 법인으로부터 정보의 생성·처리·저장·출력의 권한을 위임받아 그 업무를 실행하는 사람에 불과하다. 따라서 법인이 설치·운영하는 전산망 시스템에 제공되어 정보의 생성·처리·저장·출력이 이루어지는 전자기록 등 특수매체기록은 그 법인의 임직원과 의 관계에서 '타인'의 전자기록 등 특수매체기록에 해당한다.[3]

## 참고 문헌
- 김재윤(학원인), 손동권 저, 새로운 형법각론, 율곡출판사, 2013. ISBN 9788997428342
- 안재서, 장성진. (2023). 형법 제232조의2 사전자기록등위작죄에서 ‘위작’의 의미와 입법 제언 - 대법원 2020. 8. 27. 선고 2019도11294 전원합의체 판결 판례평석 -. 법학평론, 13, 451-485.
- 신상현. "사전자기록 위작죄의 ‘위작’에 허위작성 행위가 포함되는지 여부 - 대법원 2020. 8. 27. 선고 2019도11294 전원합의체 판결 -." 아주법학 14.3 (2020): 93-131.

## 같이 보기
- 공문서위조죄
- 사전자기록위작죄